# Čapaevsk
Čapaevsk (in russo Чапаевск?, anche traslitterato come Chapaevsk o Chapayevsk) è una città della Russia, situata nell'Oblast' di Samara. Dal 1918 al 1929, prima di assumere la denominazione attuale, era nota con il nome di Trock (Троцк).

## Geografia fisica
La città sorge ad una quarantina di chilometri a sud-ovest del capoluogo, sulle rive del piccolo fiume Čapaevka.

## Storia
Fondata nel 1908 come insediamento militare, in seguito allo scoppio della guerra civile russa nel 1918 assunse il nome di Trock, in onore di Lev Trockij. Ottenne lo status di città nel 1927. Nel 1929, in seguito alla caduta di Trockij,  assunse il nome attuale in onore di Vasilij Čapaev, comandante militare bolscevico distintosi durante la guerra civile.
A Chapaevsk è presente uno dei principali siti per la produzione di esplosivi in Russia.